# Termez
Termez er en by i det sydlige Usbekistan, med et indbyggertal (pr. 2005) på cirka 140.000. Byen ligger ved bredden af floden Amu Darya, som også fungerer som grænse til nabolandet Afghanistan. 
37°13′N 67°17′Ø / 37.217°N 67.283°Ø
- Wikimedia Commons har flere filer relateret til Termez